# Playa del Hombre
La playa del Hombre es una extensa playa ubicada en el municipio español de Telde, al este de la isla de Gran Canaria (islas Canarias). Asimismo, da nombre a un barrio residencial que rodea su forma de concha característica.
La climatología en playa del Hombre es la típica de las costas del este de Gran Canaria, caracterizado por la constante influencia de los vientos alisios, aridez y altos niveles de insolación.
Debido al fuerte oleaje que suele haber, la bandera se iza roja la mayor parte del año en la playa. Este oleaje es aprovechado por los surfistas. Así, se celebran campeonatos de surf y otros acontecimientos durante el año.

## Toponimia y origen del nombre
El nombre "Playa del Hombre" proviene de su historia en el siglo XVIII, cuando un hombre ermitaño vivió en el lugar durante varias décadas. En esa época, la zona estaba rodeada de terrenos de cultivos de tomateros y carreteras de tierra que cruzaban la región. Con el tiempo, a medida que comenzaron los procesos de urbanización en el siglo XX surgieron nuevos barrios y urbanizaciones en la zona, transformando el área de consideración pueblerina a la de una ciudad.

## Historia de la urbanización
En los inicios o mediados de la década de 1960, una empresa constructora inició las labores de apertura de calles y dotación de servicios en la urbanización de Playa del Hombre. La misma constructora edificó los primeros duplex y los vendió, posteriormente se sumaron propietarios particulares que invirtieron en la zona, lo que llevó a un proceso de urbanización y desarrollo.

## Población
De acuerdo a los registros publicados por el Instituto Nacional de Estadística (INE) al 1 de enero de 2022, la población residente en Playa del Hombre ascendía a 2.273 individuos, reflejando un aumento de 53 habitantes en comparación con el año previo, en 2021.
A continuación, se presenta una tabla que resume la evolución demográfica de Playa del Hombre desde el año 2012 hasta el año 2022:
| Evolución de la población desde 2012 hasta 2022 |         |         |       |
| Año                                             | Hombres | Mujeres | Total |
| 2022                                            | 1122    | 1151    | 2273  |
| 2021                                            | 1097    | 1123    | 2220  |
| 2020                                            | 1116    | 1167    | 2283  |
| 2019                                            | 1105    | 1164    | 2269  |
| 2018                                            | 1120    | 1175    | 2295  |
| 2017                                            | 1088    | 1161    | 2249  |
| 2016                                            | 1119    | 1178    | 2297  |
| 2015                                            | 1115    | 1178    | 2293  |
| 2014                                            | 1098    | 1146    | 2244  |
| 2013                                            | 1106    | 1131    | 2237  |
| 2012                                            | 1043    | 1076    | 2119  |